# Domaine des Tourelles
Le domaine des Tourelles est un grand édifice de l'île de La Réunion, département d'outre-mer français dans le sud-ouest de l'océan Indien. Il est situé à environ 1 050 mètres d'altitude immédiatement au sud-ouest du centre-ville de La Plaine-des-Palmistes, une commune des Hauts. 

## Histoire
Dès la fin du xixe siècle, il existe sur le terrain une première maison de villégiature et ses dépendances ainsi que le jardin en terrasse. Achetée en 1923 par Joseph Alexis Champierre de Villeneuve, la maison est entièrement détruite et reconstruite en 1926-1927. La façade, inspirée de l’actuelle Maison Timol (rue de Paris, Saint-Denis) est d’une grande originalité avec ses deux tours.
Il y séjourne en « changement d’air » avec sa femme Félicie et leurs quatre fils : Marcel, Alexis, Christian et Jean. Jusqu’à la fin des années 1940, la demeure est la plus somptueuse maison de villégiature de la Plaine des Palmistes. Le décès violent de plusieurs membres de la famille après la Seconde Guerre mondiale n’incite plus la famille à séjourner dans cette maison progressivement abandonnée au début des années 1950. 

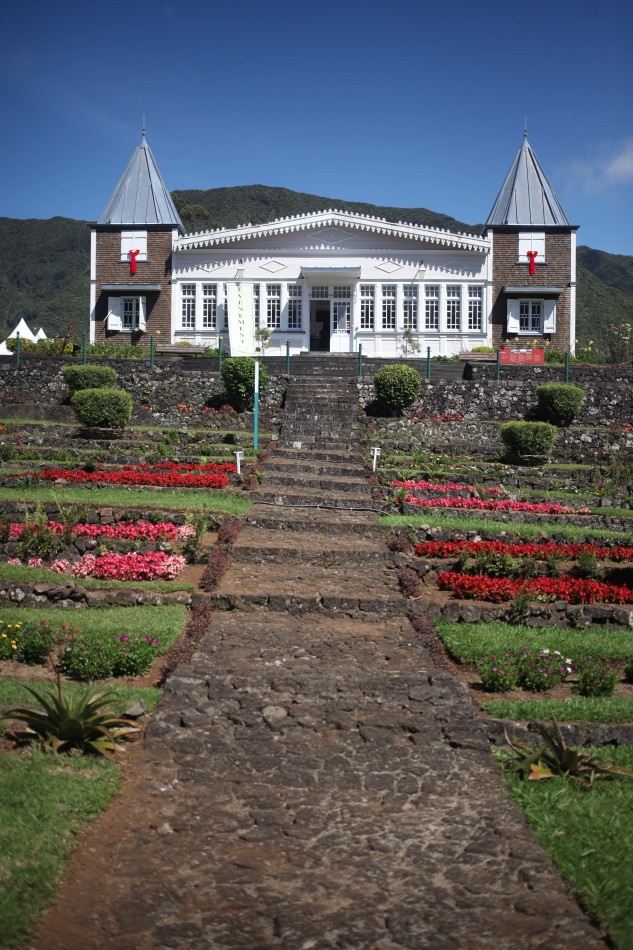
La Plaine des Palmistes

Vendue en 1955 à la Fédération des œuvres laïques, la maison familiale devient colonie de vacances, pour les enfants des familles démunies du tout jeune département.
En ruine à la fin des années 1980, elle est rachetée par le département de La Réunion, à l’origine des travaux de reconstruction. Ils s’achèvent en 1993 et la maison devient alors un archipel pour les métiers d’art.  

## Activités
Il accueille des ateliers d'artisans, dont une fonderie d'art, ainsi qu'une boutique artisanale. 

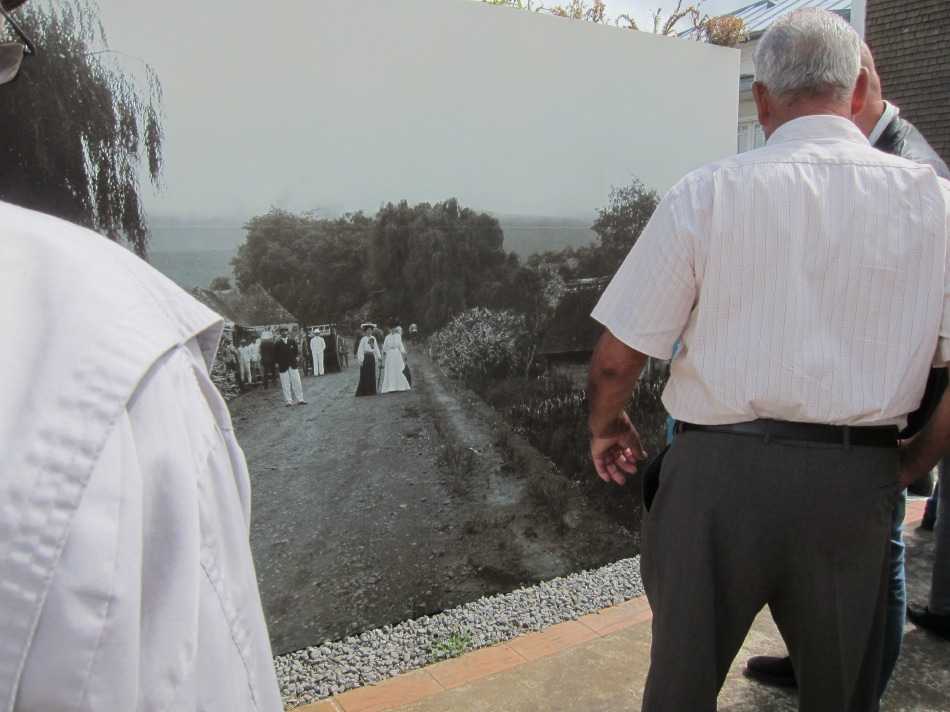
Panneau du parcours patrimoine

Un parcours patrimoine intitulé « Des hommes, des hauts, des plantes » a été inauguré lors des Journées européennes du patrimoine 2014. Sa visite est gratuite.
Le Domaine des Tourelles est ouvert tous les jours de 9 h à 18 h (17 h 30 de juin à août) les lundi, mercredi, jeudi, vendredi; les mardis de 9 h à 17 h et les samedis et dimanches de 10 h à 17 h.

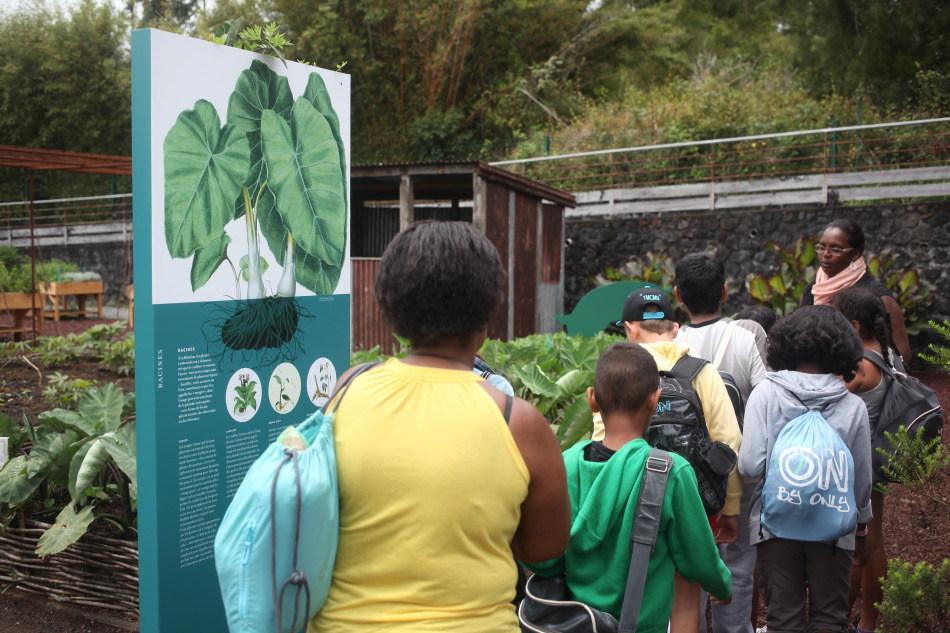
Racines